# Asplenium viviparioides
Asplenium viviparioides là một loài dương xỉ trong họ Aspleniaceae. Loài này được Kuhn ex Hieron. mô tả khoa học đầu tiên năm 1919.